# Бождаревац
Бождаревац је насеље у градској општини Барајево у Граду Београду. Према попису из 2022. било је 1146 становника.
Овде се налази Стара школа, Бождаревац.

Овде се налазе Запис Утрине храст (Бождаревац), Запис Петровића јабука (Бождаревац) и Запис Јовичића јабука (Бождаревац).

## Демографија
У насељу Бождаревац живи 991 пунолетни становник, а просечна старост становништва износи 41,9 година (40,8 код мушкараца и 42,9 код жена). У насељу има 382 домаћинства, а просечан број чланова по домаћинству је 3,19.
Ово насеље је у великим делом насељено Србима (према попису из 2002. године).
|  |

| Демографија | Демографија | Демографија |
| Година      | Становника  | Становника  |
| ----------- | ----------- | ----------- |
| 1948.       | 1.374       |             |
| 1953.       | 1.431       |             |
| 1961.       | 1.340       |             |
| 1971.       | 1.307       |             |
| 1981.       | 1.546       |             |
| 1991.       | 1.617       | 1.600       |
| 2002.       | 1.218       | 1.233       |
| 2011.       | 1.219       |             |

| Етнички састав према попису из 2002.‍ | Етнички састав према попису из 2002.‍ | Етнички састав према попису из 2002.‍ | Етнички састав према попису из 2002.‍ | Етнички састав према попису из 2002.‍ |
| ------------------------------------ | ------------------------------------ | ------------------------------------ | ------------------------------------ | ------------------------------------ |
|                                      |                                      |                                      |                                      |                                      |
| Срби                                 | Срби                                 |                                      | 1.192                                | 97,86%                               |
| Црногорци                            | Црногорци                            |                                      | 13                                   | 1,06%                                |
| Југословени                          | Југословени                          |                                      | 5                                    | 0,41%                                |
| Хрвати                               | Хрвати                               |                                      | 1                                    | 0,08%                                |
| Словенци                             | Словенци                             |                                      | 1                                    | 0,08%                                |
| Муслимани                            | Муслимани                            |                                      | 1                                    | 0,08%                                |
| непознато                            | непознато                            |                                      | 4                                    | 0,32%                                |

| Година пописа     | 1948. | 1953. | 1961. | 1971. | 1981. | 1991. | 2002. |
| ----------------- | ----- | ----- | ----- | ----- | ----- | ----- | ----- |
| Број домаћинстава | 289   | 310   | 322   | 366   | 431   | 455   | 382   |

| Број чланова      | 1  | 2  | 3  | 4  | 5  | 6  | 7  | 8 | 9 | 10 и више | Просек |
| ----------------- | -- | -- | -- | -- | -- | -- | -- | - | - | --------- | ------ |
| Број домаћинстава | 86 | 70 | 64 | 76 | 46 | 23 | 12 | 3 | 1 | 1         | 3,19   |

| Пол    | Укупно | Неожењен/Неудата | Ожењен/Удата | Удовац/Удовица | Разведен/Разведена | Непознато |
| ------ | ------ | ---------------- | ------------ | -------------- | ------------------ | --------- |
| Мушки  | 505    | 137              | 318          | 27             | 22                 | 1         |
| Женски | 532    | 87               | 317          | 109            | 16                 | 3         |
| УКУПНО | 1.037  | 224              | 635          | 136            | 38                 | 4         |

| Пол    | Укупно                    | Пољопривреда, лов и шумарство | Рибарство                            | Вађење руде и камена | Прерађивачка индустрија       |
| ------ | ------------------------- | ----------------------------- | ------------------------------------ | -------------------- | ----------------------------- |
| Мушки  | 268                       | 46                            | 0                                    | 1                    | 77                            |
| Женски | 199                       | 65                            | 0                                    | 0                    | 25                            |
| УКУПНО | 467                       | 111                           | 0                                    | 1                    | 102                           |
| Пол    | Производња и снабдевање   | Грађевинарство                | Трговина                             | Хотели и ресторани   | Саобраћај, складиштење и везе |
| Мушки  | 17                        | 12                            | 37                                   | 6                    | 27                            |
| Женски | 1                         | 0                             | 27                                   | 9                    | 7                             |
| УКУПНО | 18                        | 12                            | 64                                   | 15                   | 34                            |
| Пол    | Финансијско посредовање   | Некретнине                    | Државна управа и одбрана             | Образовање           | Здравствени и социјални рад   |
| Мушки  | 1                         | 12                            | 11                                   | 12                   | 4                             |
| Женски | 1                         | 3                             | 7                                    | 9                    | 34                            |
| УКУПНО | 2                         | 15                            | 18                                   | 21                   | 38                            |
| Пол    | Остале услужне активности | Приватна домаћинства          | Екстериторијалне организације и тела | Непознато            | Непознато                     |
| Мушки  | 0                         | 0                             | 0                                    | 5                    | 5                             |
| Женски | 8                         | 0                             | 0                                    | 3                    | 3                             |
| УКУПНО | 8                         | 0                             | 0                                    | 8                    | 8                             |

## Галерија
- Поглед на село
- Поглед на село
- Споменик палим борцима у НОР-у
- Споменик палим борцима у НОР-у